# Liră sudaneză
Lira sudaneză (în arabă جنيه سوداني, transliterat: junaih, în engleză Sudanese pound) este o deviză oficială a Sudanului, de la 10 ianuarie 2007, fiind singura legală de la 1 iulie 2007. Este împărțită în 100 de piaștri. Codul său  ISO 4217 este SDG
.

## Istorie
Vechea liră sudaneză, împărțită în 100 de cenți, a fost creată la obținerea independenței Sudanului, pentru a succeda lirei coloniei britanice. Codul său ISO 4217 este SDP.
La 8 iunie 1992, dinarul sudanez (divizat în 10 lire) a înlocuit vechea liră sudaneză, la rata de schimb de 1 dinar sudanez = 10 lire vechi sudaneze. Codul său ISO 4217 este SDD.
La data de 10 ianuarie 2007, o nouă liră sudaneză a fost introdusă, cu rata de schimb de 1 nouă liră sudaneză = 100 dinari sudanezi (= 1.000 lire vechi sudaneze). Potrivit Băncii Centrale a Sudanului, dinarul (a cărei valoare era echivalentă cu un piastru actual, 2011) a fost retras din circulație șase luni mai târziu, la 1 iulie 2007.
În 2011, ca urmare a procesului de obținere a independenței Sudanului de Sud și a previziunilor unei scăderi semnificative a veniturilor petroliere provenind din această regiune, economia sudaneză s-a deteriorat rapid. Ca urmare a creșterii prețurilor alimentelor și a deteriorării stării finanțelor statului, valoarea livrei sudaneze era în scădere de mai multe luni. Președintele Omar al-Bashir a anunțat, la 12 iulie 2011, la trei zile de la secesiunea Sudului, care adoptatase lira sud-sudaneză, punerea în practică a unui program de urgență, pe durata a trei ani, incluzând înlocuirea lirei sudaneze cu o nouă unitate monetară. . Potrivit guvernatorului adjunct al Băncii Centrale a Sudanului, Sudanul va reveni la folosirea dinarului sudanez .